# ماركو راديفويفيتش
ماركو راديفويفيتش هو لاعب كرة قدم صربي في مركز الهجوم، ولد في 2 أغسطس 1988 في Trstenik, Serbia ‏ في صربيا. لعب مع نادي أو إف كيه بيوغراد.

## وصلات خارجية
- ماركو راديفويفيتش على موقع قاعدة بيانات كرة القدم.إي يو (الإنجليزية)
- ماركو راديفويفيتش على موقع Soccerway.com (الإنجليزية)